# The Velvet Underground
The Velvet Underground là một ban nhạc rock của Mỹ, hoạt động từ năm 1964 tới năm 1973. Ban nhạc được nhớ tới nhất vì từng là nơi khởi đầu của 2 trong số những giọng ca kiệt xuất nhất lịch sử, Lou Reed và John Cale – những nghệ sĩ sau này có những sự nghiệp solo vô cùng đáng ngưỡng mộ. Cho dù chỉ có cùng nhau không nhiều sản phẩm, song The Velvet Underground vẫn được nhắc tới như một trong những nghệ sĩ có ảnh hưởng lớn nhất tới âm nhạc thế giới trong thập kỷ 60. Một trong những lời nhận xét hay nhất về họ – thậm chí được coi là kinh điển – được cho là của Brian Eno hay Peter Buck: "Album đầu tay của Velvet Underground chỉ bán được 10.000 bản, song bất kể ai mua nó sau này cũng đều tự lập ban nhạc của riêng mình!"
Andy Warhol quản lý The Velvet Underground tại studio của riêng mình, The Factory, và qua chuỗi sự kiện Exploding Plastic Inevitable. Đôi khi phần ca từ của ban nhạc bị đánh giá là không liên quan thực sự tới phần âm nhạc của họ.
Album đầu tay của họ vào năm 1967, The Velvet Underground & Nico (hát cùng với nữ ca sĩ người Đức Nico) được xếp ở vị trí số 13 trong danh sách "500 album vĩ đại nhất" vào năm 2003 và được tạp chí Rolling Stone coi là "album uyên bác nhất". Năm 2004, tạp chí trên xếp ban nhạc ở vị trí số 19 trong danh sách "100 nghệ sĩ vĩ đại nhất". The Velvet Underground có tên trong Đại sảnh Danh vọng Rock and Roll vào năm 1996 qua lời dẫn của Patti Smith.

## Lịch sử

### Thời kỳ đầu tiên (1964–1965)
Những sự việc đầu tiên tạo lập nên The Velvet Underground diễn ra vào năm 1964. Lou Reed có tham gia với một vài ban nhạc hát garage rock, cùng lúc ký hợp đồng sáng tác với hãng Pickwick Records (Reed miêu tả mình "như một kẻ hèn mọn trước Carole King"). Reed gặp nghệ sĩ xứ Wales, John Cale, khi Cale đang ở Mỹ để theo học khoa cổ điển tại đại học qua một học bổng trao đổi. Cale thì cũng đã từng cộng tác với vài nhạc sĩ, như Cornelius Cardew hay La Monte Young tuy nhiên lại vô cùng đam mê nhạc rock. Những hòa tấu đặc biệt của Young có ảnh hưởng lớn tới thời kỳ đầu của ban nhạc. Cale thực sự bất ngờ khi biết những khám phá âm nhạc của Reed và mình có nhiều nét tương đồng: Reed cũng thường xuyên tạo ra hòa tấu từ alternative guitar. Cặp đôi này bắt đầu kết thân và cùng đi trình diễn. Tình bạn, tình đồng nghiệp của họ từ đó xây dựng nên The Velvet Underground.
Ban đầu, nhóm được lấy tên là The Primitives. Ban nhạc là một nhóm chơi nhạc với nguồn ngân quỹ ít ỏi và khác với nhạc dance. Họ có ca khúc "The Ostrich" mà Cale chơi viola. 2 người sau đó tuyển mộ Sterling Morrison – bạn cùng lớp với Reed ở trường Đại học Syracuse – để thay thế Walter De Maria, người vốn là thành viên thứ ba của The Primitives. Morrison chơi guitar, và Angus MacLise chơi định âm để hoàn tất bộ tứ đầu tiên. Nhóm đổi tên thành The Warlocks, rồi sau đó The Falling Spikes.
The Velvet Underground là cuốn sách của Michael Leigh nói về những bí mật về giới tính của xã hội đầu những năm 60 mà người bạn của Cale, Tony Conrad, đã giới thiệu với ban nhạc. MacLise gợi ý rằng cái tên đó có thể là tên cho nhóm, Reed và Morrison đều thích cái tên này vì cho rằng nó giống như "một rạp chiếu ngầm", như khi Reed viết "Venus in Furs" lấy cảm hứng từ cuốn sách của Leopold von Sacher-Masoch về việc quan hệ tình dục bừa bãi. Tháng 11 năm 1965, ban nhạc thống nhất lấy Velvet Underground làm tên gọi chính thức.

### Những buổi diễn đầu tiên (1965–1966)
Nhóm với cái tên mới Velvet Underground bắt đầu tập luyện ở New York. Thứ âm nhạc họ chọn ban đầu khá nhẹ nhàng thư giãn, theo Cale, giai đoạn này như kiểu họ tạo nhịp trên các bài thơ, còn MacLise thì chơi như "gõ và đập trong một chiếc máy bay không người lái".
Tháng 6 năm 1965, Reed, Cale và Morrison bắt đầu những bản thu đầu tiên của họ ở tầng trệt căn nhà ở phố Ludlow. Khi trở lại Anh, Cale mang chúng tới Marianne Faithfull, hi vọng bà sẽ giới thiệu với Mick Jagger. Tuy nhiên, không có điều gì xảy ra, và chúng chỉ được xuất hiện trong box set năm 1995 Peel Slowly and See.
Nhà báo Al Aronowitz là người đầu tiên thuê ban nhạc tới trình diễn với giá 75$ ở Summit High School, Summit, New Jersey. Khi ban nhạc quyết định nhận lời đề nghị này, MacLise rời nhóm vì cho rằng mình như bị bán rẻ. Morrison nhận xét "Angus luôn đề cao nghệ thuật".
MacLise được thay thế bởi Maureen "Mo" Tucker, em gái của người bạn của Morrison, Jim Tucker. Cách chơi trống của Tucker khá kì lạ: cô thường xuyên chơi trống dàn với mặt ngoài trống kick, dùng cả búa lẫn gậy gõ trong khi lại rất ít khi dùng chũm chọe: Ban nhạc từng đề nghị cô chơi trống với một kiểu mới, và cô liền lật ngược chiếc trống kick và đứng chơi. Khi dàn trống của cô bị đánh cắp ở một hộp đêm, cô còn sử dụng cả thùng rác để chơi. Nhịp gõ của cô, dù đơn giản song lại rất gợi cảm (ảnh hưởng lớn từ những bản thu ưa thích của Babatunde Olatunji và Bo Diddley), dần trở thành một thương hiệu của ban nhạc. Nhóm dần có được chỗ đứng để chơi nhạc thường xuyên ở Café Bizarre và cũng dần có được những phản hồi tích cực từ những người thưởng thức.

### Andy Warhol và Exploding Plastic Inevitable (1966–1967)

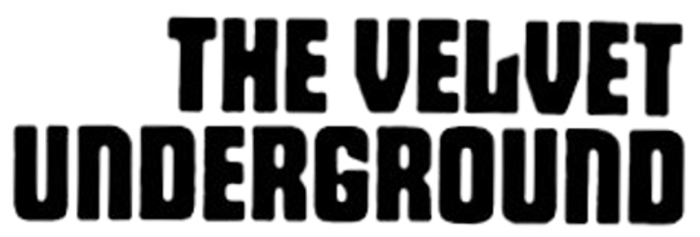
Logo của Velvet Underground được thiết kế bởi Andy Warhol

Andy Warhol trở thành quản lý của nhóm vào năm 1965 và gợi ý với họ ca sĩ người Đức, Nico, cùng hợp tác. Những nỗ lực của Warhol đã cải thiện đáng kể hình ảnh của ban nhạc. Nhờ có Warhol, ban nhạc đã giữ được hợp đồng với hãng thu âm Verve Records của MGM khi ông tự giới thiệu mình là quản lý, cùng với đó là cho phép Velvet Underground thoải mái sáng tạo những âm thanh của họ.
Trong thời kỳ cùng Andy Warhol, ban nhạc rong ruổi khắp nơi để thực hiện show diễn Exploding Plastic Inevitable (EPI). Họ thực hiện show suốt nhiều tháng ở New York, sau đó đi xuyên nước Mỹ rồi tới cả Canada cho tới tận tháng 5 năm 1967. Show diễn cũng có tận 16mm phim màu thực hiện bởi chính Warhol. Những tấm poster quảng cáo đầu tiên gọi ban nhạc như "thứ nhạc plastic dào dạt không thể không nghe". Gần như ngay sau đó, cụm từ đổi thành "thứ nhạc plastic bùng nổ không thể không nghe" ("Exploding Plastic Inevitable").
Năm 1966, MacLise trở lại nhóm trong một thời gian ngắn trong một show của EPI khi Reed bị hepatitis và không thể diễn được. Trong buổi diễn đó, Cale chơi organ còn Tucker chuyển sang chơi bass. Cũng lần đó, họ đã thử chơi bản dài hơn của ca khúc "Booker T" cùng với chính Booker T. Jones, và nó trở thành ca khúc "The Gift" trong album White Light/White Heat. Một vài bản thu của ban nhạc tại các show diễn còn xót lại qua các băng từ, song ca khúc này là bản thu duy nhất còn lại của họ với sự tham gia của MacLise.
Tháng 12 năm 1966, Warhol và David Dalton thực hiện tấm bìa cho tạp chí Aspen. Ấn bản có giá 4$ một cuốn này là một bản tổng hợp với nhiều ảnh chụp cắt ghép, các bài bình luận, trong đó có một bài nói về nhạc rock 'n' roll viết bởi Lou Reed, ngoài phần giới thiệu EPI. Trong kèm ấn bản còn có một đĩa nén 2 mặt, với mặt A được biên tập bởi Peter Walker, cộng tác viên của Timothy Leary và mặt B là ca khúc "Loop", được ghi cho Velvet Underground song thực ra là một bản thu của riêng Cale. "Loop", sử dụng nhiều hiệu ứng tiếng vọng và được ghi theo kiểu đĩa than hình, là "lời gợi ý cho album Metal Machine Music (album của Reed năm 1975)" – theo đánh giá của những nhà nghiên cứu về Velvet Underground là M.C. Kostek và Phil Milstein trong cuốn sách The Velvet Underground Companion. "Loop" cũng đi tiên phong trong việc sản xuất âm nhạc mang tính công nghiệp cao. Dù chỉ mang tính hình thức, song "Loop" vẫn được coi là bản thu đầu tiên của Velvet Underground.

### The Velvet Underground & Nico(1967)

Bìa album The Velvet Underground & Nico, một trong những phần bìa nổi tiếng nhất của lịch sử nhạc rock

Qua Warhol, Nico tới hát cùng ban nhạc trong album đầu tay The Velvet Underground & Nico. Album được thu tại phòng thu Scepter Studios ở New York vào tháng 4 năm 1967 (có vài ca khúc được thu lại sau, trong đó có "Sunday Morning" được sản xuất sau đó bởi Tom Wilson). Tháng 3 năm 1967, album được phát hành bởi Verve Records.
Bìa album được thiết kế bởi Warhol trở thành một tác phẩm kinh điển: một miếng dán hình quả chuối vàng rực với dòng chữ "Hãy bóc từ từ và chiêm ngưỡng". Những ai thử bóc miếng dán sẽ thấy phần ruột bên trong có màu hồng.
11 ca khúc của album được sắp xếp rất hệ thống, xen kẽ những sản phẩm nổi bật như "I'm Waiting for the Man" và "Run Run Run", giọng trầm trong "Venus in Furs" và "Heroin", từ tiếng leng keng trong "Sunday Morning" tới tĩnh lặng trong "Femme Fatale" rồi sâu lắng trong "I'll Be Your Mirror", cùng với đó là ca khúc ưa thích nhất của Warhol, "All Tomorrow's Parties". Kurt Loder miêu tả "All Tomorrow's Parties" là "kinh điển của dòng nhạc gothic-rock".
Các ca khúc đều được hát bởi giọng của Reed và Nico, Cale chơi viola, Morrison chơi guitar theo kiểu R&B hay đồng quê, còn Tucker thì vẫn chơi các nhạc cụ giữ nhịp. Một trong những ấn tượng đặc biệt đó là tiếng "trống đá" – một hợp âm 8 nốt bằng guitar rất đặc biệt được chơi bởi Reed.
Album được phát hành vào ngày 12 tháng 3 năm 1967 và đạt vị trí cao nhất là 171 tại Billboard 200. Những phần quảng cáo cho album đầu tay này đều được sau này cho vào trong bộ tuyển tập của ban nhạc: phần bìa sau là ảnh chụp họ trong chuyến lưu diễn với phông nền là một bức ảnh mờ khác – bức ảnh chụp Eric Emerson, diễn viên của Warhol trong bộ phim Chelsea Girls. Emerson bị bắt bởi sử dụng chất kích thích và vì quá khánh kiệt đã tự cho phép mình xuất hiện ở bìa album mà chưa có sự đồng ý của Andy (trong bức hình, ảnh của Emerson khá to song bị lộn ngược). MGM Records đã trì hoãn khá lâu việc phát hành cho tới khi những thủ tục pháp lý về bản quyền được giải quyết (khiến cho album bị giảm sức hút trên thị trường) và Emerson vẫn được giữ lại ở phần bìa.

### White Light/White Heat(1968)
Nico chia tay nhóm sau khi ban nhạc không cộng tác với Warhol nữa, và album thứ hai của họ White Light/White Heat được thu âm vào tháng 9 năm 1967 với Tom Wilson là nhà sản xuất.
Thỉnh thoảng họ cũng đi trình diễn trực tiếp, song các buổi diễn đó trở nên ồn ào, thô ráp hơn và đôi lúc chèn thêm nhiều đoạn ứng tác ngẫu hứng. Cale nói rằng The Velvet Underground lúc đó là một trong những khách hàng đầu tiên của hãng Vox. Hãng nhạc cụ này đã tạo ra rất nhiều hiệu ứng mà ban nhạc đã sử dụng trong album.
Sterling Morrison nói về những bản thu: "Đó là một sự liều lĩnh vĩ đại vì mọi người đều chơi nhạc rất to và có rất nhiều tiếng nhạc cụ điện trong phòng thu của chúng tôi – cả tiếng hồi âm lẫn biến âm. Gary Kellgren, một gã siêu tài năng, cứ luôn mồm nói: "Các cậu có thể làm tốt, các máy đã đỏ đèn rồi!" và chúng tôi vẫn luôn phản ứng: "Nhìn xem, chúng tôi chẳng hiểu chuyện gì đang xảy ra nữa, chúng tôi còn chả biết về chúng. Cứ làm như ông muốn đi." Và thế là album nghe thật nhiều tiếng vọng... chúng tôi muốn làm một cái gì đó rất thật và năng động. Chúng tôi có năng lượng và mọi nhạc cụ, song chúng tôi lại không biết làm cách nào để ghi âm hết... Những gì mà chúng tôi từng thu thử đều là các ca khúc nghe thật kinh tởm."
Cale nói rằng quá trình ghi âm nhìn chung là xù xì và bão hòa. Dù bắt đầu với những giây phút lung linh, và White Light/White Heat bị cho là "đi ngược lại cái đẹp". Ca khúc đầu tiên mà trong đó Cale chơi piano khiến người ta nghĩ rằng đó là Jerry Lee Lewis. Có nhiều đoạn lại mang phong cách của David Bowie. Bên cạnh những khúc ca ồn ào như "Sister Ray" hay "I Heard Her Call My Name" là những khoảng đột phá như "The Gift" – một câu chuyện ngắn viết bởi Reed và được kể bởi Cale theo kiểu hài hước với giọng xứ Wales đặc trưng của mình. Ca khúc "Here She Comes Now" sau này còn được hát lại bởi nhiều nghệ sĩ như Galaxie 500, Cabaret Voltaire, và cả Nirvana.
Album được phát hành vào ngày 29 tháng 1 năm 1968 và có mặt trong Billboard 200 trong 2 tuần với vị trí cao nhất là 199.
Tuy nhiên, những xung đột đã xuất hiện. Ban nhạc trở nên mệt mỏi vì những thành công ít ỏi không đáng với công sức của họ, trong khi Reed và Cale thì muốn ban nhạc đi theo những hướng đi khác nhau. Sự khác biệt dẫn tới việc John Cale có buổi thu âm cuối cùng với nhóm vào tháng 2 năm 1968: đó là hai bản pop mang phong cách của Reed ("Temptation Inside Your Heart" và "Stephanie Says"), và 1 ca khúc chơi viola kiểu Cale ("Hey Mr. Rain"). Hơn nữa, rất nhiều ca khúc mà ban nhạc trình diễn cùng Cale, hoặc do Cale đồng sáng tác, chỉ được ghi lại sau khi Cale đã rời nhóm (như "Walk It and Talk It", "Guess I'm Falling in Love", "Ride into the Sun", và "Countess from Hong Kong").

### The Velvet Underground(1969)
Trước khi bắt đầu với album thứ 3, Cale đã rời nhóm và được thay thế bởi Doug Yule, thành viên của ban nhạc Grass Menagerie ở Boston và là một cộng tác viên thường xuyên của nhóm. The Velvet Underground được thực hiện vào cuối năm 1968 (phát hành vào tháng 3 năm 1969). Billy Name là người chụp ảnh bìa cho album. Bản LP được thiết kế bởi Dick Smith, nghệ sĩ của hãng MGM/Verve. Tuy nhiên album thậm chí còn không được có mặt trong Billboard 200.
Rất nhiều ý kiến cho rằng sự ra đi của Cale là do những bất đồng lớn về định hướng sáng tạo giữa anh với Reed: Cale có xu hướng khám phá thử nghiệm, trong khi Reed vẫn thiên về chính thống. Theo Tim Mitchell, Morrison đã từng nói rằng những bất đồng về quan điểm giữa Reed và Cale thực tế đã bị thổi phồng quá đáng.
Với album này, những yếu tố xù xì, thô ráp từng có mặt ở 2 sản phẩm trước đã không còn tồn tại. Album đã mang nhiều yếu tố của nhạc folk hơn, thứ âm nhạc chủ đạo của sự nghiệp solo của Reed sau này. Một trong những yếu tố khác đó là bộ máy chỉnh âm Vox cũng như những dụng cụ tạo tiếng vọng của ban nhạc đã bị đánh cắp tại sân bay khi họ đi lưu diễn. Hơn nữa, Reed và Morrison cũng mua cho mình cây guitar diện 12 dây của Fender. Doug Yule vì thế cũng phải chơi theo những ảnh hưởng từ họ.
Những đoạn luyến của Morrison cùng tiếng bass của Yule với giọng bè đặc biệt đã tạo nên nét đặc trưng cho album này. Các ca khúc của Reed đã được chia sẻ phần hát với Yule, đặc biệt khi giọng của Reed trở nên tệ vì bị stress. Yule hát chính trong ca khúc mở đầu album "Candy Says" (hát về Warhol superstar Candy Darling), và ca khúc hiếm hoi mà Maureen Tucker hát chính "After Hours" đã khép lại album. Đây là ca khúc mà Reed nói nó quá ngây thơ và trong sáng tới mức anh không thể tự hát nó được. Album mang tới nhiều ảnh hưởng cho các sáng tác indie rock và lo-fi sau này.

### Năm rong ruổi và album thứ 4 "thất lạc"
Velvet Underground giành hầu hết thời gian của năm 1969 trong những chuyến lưu diễn khi họ cho rằng thành phố New York là quá nhỏ bé cho những tham vọng thương mại của mình. Album trực tiếp 1969: The Velvet Underground Live được thu vào tháng 10 năm 1969 và phát hành vào năm 1974 bởi Mercury Records gây được sự chú ý cho cây viết Paul Nelson của hãng A&R đang làm việc cùng Mercury vào thời điểm đó. Nelson đã hỏi Elliott Murphy liệu rằng mình có được phép viết lời tựa cho album-kép này không với dòng chữ "Hẳn là 100 năm trước..."
Cũng trong cùng năm, ban nhạc cùng nhau tới phòng thu, tạo nên khá nhiều nhạc phẩm song chưa từng tổng hợp hay công bố thành sản phẩm. Nhiều người cho rằng những thành quả của giai đoạn này được cho vào album tiếp theo của họ VU – một sản phẩm pha trộn thứ âm nhạc mềm mại của album thứ 3 với album cuối cùng của họ Loaded.
Những ca khúc còn lại được cho vào trong một album có tên là Another View. Sau khi Reed rời nhóm, anh còn hát lại rất nhiều ca khúc của mình trong album này (như "Stephanie Says", "Ocean", "I Can't Stand It", "Lisa Says", "She's My Best Friend"). Hơn nữa, những ca khúc thành công hơn cả trong thời kỳ solo đầu tiên của Reed đều là những ca khúc hát lại của The Velvet Underground (hầu hết vẫn là các sáng tác của anh), từng được phát hành trong VU, Another View, và cả Peel Slowly and See.

### Loaded(1970)
Tới năm 1969, MGM và Verve Records đều đã thua lỗ nặng suốt nhiều năm liền. Mike Curb được mời tới vị trí giám đốc mới. Curb quyết định sẽ loại bỏ tất cả những nghệ sĩ chưa được kiểm chứng hay không kiếm được lợi nhuận cho hãng. Những nhóm sử dụng chất kích thích hay có phong cách hippie cũng bị loại bỏ, và Velvet Underground có tên trong cả hai danh sách trên, cùng với Eric Burdon and the Animals và Mothers of Invention của Frank Zappa. Tuy nhiên MGM vẫn đề nghị giữ lại bản quyền các tác phẩm mà ban nhạc đã từng thu với họ.
Atlantic Records ký hợp đồng sau đó với Velvet Underground, và họ cùng thực hiện album cuối cùng trước khi chia tay Lou Reed – Loaded – dưới hãng đĩa con của Atlantic là Cotillion Records. Tên album được lấy theo lời đề nghị của Atlantic với ban nhạc "load with hits" ("đầy ắp những hit"). Cho dù album không phải là sản phẩm đột phá của hãng đĩa, song nó lại bao gồm các ca khúc mang tính pop nhất mà ban nhạc từng thể hiện, trong đó có những ca khúc nổi tiếng nhất của Reed đó là "Sweet Jane" và "Rock and Roll".
Dù Tucker chỉ tham gia rất ít vào album do mang bầu, song cô vẫn được ghi tên trong thành phần sản xuất của album. Phần trống được chơi bởi rất nhiều người, bao gồm cả Doug Yule, kỹ thuật viên Adrian Barber, thành viên tạm thời Tommy Castanaro, em trai của Yule là Billy – người mà khi đó vẫn còn đang học đại học.
Chán nản về những thành quả của ban nhạc, cùng với đó là bất đồng với quản lý Steve Sesnick khiến Reed quyết định rời nhóm vào tháng 8 năm 1970. Ban nhạc trở nên vô định vào khoảng thời gian đó vì album chưa được hoàn thành. Reed sau này có nói rằng anh vô cùng ngạc nhiên khi thấy Loaded được bày bán trên kệ. Anh nói: "Tôi đã dành cho album của họ tất cả những hit mà tôi đã từng viết."
Tuy nhiên, Reed cảm thấy không hài lòng khi ban nhạc đã chỉnh sửa ca khúc "Sweet Jane". Ca khúc "New Age" cũng bị sửa nhiều: ở bản gốc, câu hát cuối cùng ("It's the beginning of a new age") được lặp lại rất nhiều lần. Đoạn dạo cho "Rock and Roll" cũng bị loại bỏ (trong box set năm 1995 Peel Slowly and See, Reed có tham gia và người ta có thể được nghe bản đầy đủ của "Sweet Jane" và "New Age").

### Những năm của Doug Yule (1970–1973)
Dù đĩa đơn "Who Loves the Sun" từ Loaded có được một số thành công nhất định, và "Sweet Jane" cũng như "Rock and Roll" là những ca khúc được ưa thích trên sóng phát thanh, song ban nhạc, với Walter Powers chơi bass và Doug Yule hát chính và guitar, vẫn phải rong ruổi đi tour sang bờ Tây nước Mỹ và tới cả châu Âu. Vào thời điểm này, Morrison đã có tấm bằng cử nhân về nghệ thuật, vậy nên anh rời nhóm để theo học chuyên văn tại Đại học Texas tại Austin. Ban nhạc thay anh bởi keyboard Willie Alexander. Ban nhạc tổ chức các buổi diễn tại Anh, xứ Wales và Hà Lan – những buổi diễn sau này được tổng hợp trong box set năm 2001 Final V.U.
Năm 1972, Atlantic cho phát hành Live at Max's Kansas City – album ghi lại buổi trình diễn cuối cùng của nhóm với Reed vào ngày 23 tháng 10 năm 1970, được thực hiện bởi một người hâm mộ. Vì vấn đề giữ hợp đồng với Polydor Records tại Anh, Sesnick đã yêu cầu nhóm chỉ có mỗi Yule ở lại Anh còn Tucker, Powers and Alexander đều phải trở lại Mỹ (điều này cũng khiến họ nói lời chia tay chính thức với ban nhạc). Yule đã thu âm Squeeze dưới tên Velvet Underground mà thực tế anh phải tự làm tất cả với sự trợ giúp của tay trống Ian Paice từ Deep Purple trong vài ca khúc.
Vì ưu tiên cho Squeeze, một đội hình của Velvet Underground được tập trung trở lại nhằm thực hiện tour vòng quanh nước Anh quảng bá album. Đội hình này bao gồm Yule, Rob Norris (guitar), George Kay (Krzyzewski – bass), và Mark Nauseef (trống). Sesnick bỏ nhóm ngay trước khi tour diễn bắt đầu, còn Yule chính thức tuyên bố tan rã sau khi tour kết thúc vào tháng 12 năm 1972.
Squeeze ra mắt chỉ vài tháng sau đó, vào tháng 2 năm 1973, chỉ tại châu Âu. Album này đem tới nhiều đánh giá rất trái chiều với người hâm mộ, và nhìn chung chúng không tích cực. Stephen Thomas Erlewine ghi rằng album đã nhận được "những lời đánh giá hãi hùng", và thường bị xóa đi khỏi các tuyển tập hay catalogue của Velvet Underground.

### Hậu Velvet Underground (1973-1990)
Reed, Cale và Nico tái hợp và đi hát cùng nhau đi hát vào đầu năm 1972 tại quán trà nổi tiếng ở Paris, Bataclan. Buổi diễn này được ghi lại và sau đó được thu thành album Le Bataclan '72 vào năm 2003.
Trước đó, Cale và Nico đều đã bắt đầu sự nghiệp solo. Sự nghiệp của Nico gắn liền với Cale khi chính Cale là người sản xuất rất nhiều album của cô. Reed chỉ bắt đầu sự nghiệp solo từ năm 1972 sau một giai đoạn ngắn nghỉ ngơi. Morrison trở thành giảng viên đại học, giảng dạy môn văn học trung cổ ở Đại học Texas tại Austin, rồi sau đó trở thành thuyền trưởng một tàu kéo ở Houston trong một vài năm. Tucker sống cùng gia đình riêng trước khi quay trở lại sự nghiệp thu âm vào những năm 80: Morrison thường xuyên tham gia vào các ban nhạc đi tour, và một trong số đó là ban nhạc của Tucker.
Dù Yule đã chấm dứt sự nghiệp của Velvet Underground vào cuối năm 1972, song tới năm 1973, ban nhạc nhỏ của anh với Bill Yule (trống), Kay (bass), Don Silverman (guitar, sau đổi nghệ danh thành Noor Khan), vẫn chơi nhạc ở New England dưới cái tên "The Velvet Underground". Do các thành viên của ban nhạc không thống nhất được về việc chi tiêu, vậy nên tới tháng 5 năm 1973, họ đã đường ai nấy đi. Yule đôi lúc theo tour cùng Reed, và anh chơi vài phần trong album Sally Can't Dance, sau đó trở thành thành viên của American Flyer.
Năm 1984, Polydor phát hành album VU, tuyển tập những bản thu của ban nhạc trong thời gian thực hiện album thứ 4 cùng MGM vào năm 1969 song chưa từng phát hành. Một vài ca khúc trong số đó được thu khi Cale còn chưa rời nhóm. Những bản thu khác được cho vào trong album năm 1986, Another View.
Ngày 18 tháng 7 năm 1988, Nico qua đời vì chấn thương sọ não sau một tai nạn giao thông khi đi xe đạp.
Václav Havel là một người hâm mộ cuồng nhiệt của Velvet Underground và là một người bạn thân của Lou Reed. Cuộc Cách mạng Nhung ("Velvet Revolution") năm 1989 mà Havel trực tiếp lãnh đạo đã kết thúc 40 năm cai trị của chế độ cộng sản tại Tiệp Khắc. Dù vậy, Reed cho rằng từ "nhung" ("velvet") được sử dụng nhằm ám chỉ tính chất hòa bình của cuộc cách mạng khi không có ai phải đổ máu. Reed cũng từng nhấn mạnh trong một bài phỏng vấn rằng anh biết cuộc Cách mạng Nhung có tên vậy vì những người lãnh đạo đều nghe từ Velvet Underground để tạo cảm hứng cho các hành động. Sau khi Havel được bầu làm Tổng thống đầu tiên của Cộng hòa Séc, Reed đã tới Praha để gặp ông. Ngày 16 tháng 9 năm 1989, theo lời mời của Havel, Reed đã tới diễn tại Nhà Trắng trong buổi gặp giữa Havel và Tổng thống Bill Clinton.

### Tái hợp (1990-2009)
Năm 1990, Cale và Reed cho ra mắt album Songs for Drella, tưởng nhớ Andy Warhol vừa qua đời ("Drella" là tên thân mật mà Warhol tự đặt cho mình, với cách ghép "Dracula" với "Cindarella"). Cho dù Morrison và Tucker vẫn cộng tác riêng lẻ vào các dự án của Cale và Reed, song đây là lần đầu tiên bộ tứ tái hợp sau nhiều thập kỷ, và tin đồn tái hợp bắt đầu lan rộng, bắt đầu từ sự kiện cả bốn cùng trình diễn lại "Heroin" để giới thiệu Songs for Drella ở Jouy-en-Josas, Pháp.
Năm 1992, bộ tứ này lại tái hợp dưới tên "The Velvet Underground" và bắt đầu diễn tour vòng quanh châu Âu bắt đầu từ Edinburgh vào ngày 1 tháng 6 năm 1993 và sau đó là buổi diễn tại Glastonbury mà ảnh chụp được trở thành bìa của tạp chí NME. Cale hát hầu hết các ca khúc mà Nico từng thể hiện. Ban nhạc Luna là những người mở đầu buổi diễn này. Trong vai trò đàn anh, Velvet Underground cũng đi hỗ trợ suốt 5 ngày Zoo TV Tour của U2.
Thành công từ sự kiện tái hợp cho tour diễn vòng quanh châu Âu này đã đưa họ tới lời đề nghị diễn tour tại Mỹ, cùng với đó là chương trình MTV Unplugged và những hợp đồng thu âm mới. Nhưng trước khi bất kể những lời đề nghị kia có thể được thực hiện, Cale và Reed lại bất đồng và họ lại tuyên bố tan rã lần nữa.
Ngày 30 tháng 8 năm 1995, Morrison qua đời vì bệnh bạch huyết khác-Hodgkin khi trên đường về nhà ở Poughkeepsie, New York ở tuổi 53.
Ban nhạc được có tên tại Đại sảnh Danh vọng Rock and Roll vào năm 1996. Reed và Cale cùng nhau trình diễn lần cuối, với Tucker chơi trống lớn. Yule vắng mặt vì lý do riêng. Tại buổi lễ, họ được đề cử bởi Patti Smith, và bộ 3 đã hát ca khúc "Last Night I Said Goodbye to My Friend" tưởng nhớ tới Morrison vừa qua đời.
The Velvet Underground vẫn tồn tại ở New York trong vai trò chính là quản lý tài chính và hoạt động của các thành viên, song không một buổi diễn chính thức nào được thực hiện.
Tháng 12 năm 2009, tại buổi kỉ niệm 45 năm thành lập ban nhạc, Reed, Tucker và Yule (lần này là Cale vắng mặt) đã có buổi phỏng vấn hiếm hoi cùng nhau tại Thư viện Công cộng New York.
Tháng 1 năm 2012, những thành viên còn lại của The Velvet Underground cùng viết đơn kiện Quỹ Andy Warhol về Nghệ thuật thị giác nhằm đòi lại quyền sử dụng thiết kế quả chuối vàng trong album đầu tay của họ.

## Ảnh hưởng
The Velvet Underground được coi là người tạo ảnh hưởng lớn tới lịch sử nhạc rock. Những đóng góp của họ được ghi nhận ở thể loại alternative và experimental rock. Những nghệ sĩ được họ truyền cảm hứng bao gồm David Bowie, The Dream Syndicate, R.E.M., The Brian Jonestown Massacre, The Cars, The Strokes, Siouxsie and the Banshees, Roxy Music, Beck, The Fall, Pixies, Can, Kraftwerk, Neu!, Faust, Glenn Danzig, Red Hot Chili Peppers, Nirvana, Pavement, Psychic TV, Joy Division, Sonic Youth, My Bloody Valentine, Kings of Leon, Crystal Castles, Jane's Addiction và The Smiths. Cả bốn album đầu tiên của ban nhạc đều nằm trong danh sách 500 album vĩ đại nhất của tạp chí Rolling Stone. Họ được xếp thứ 19 trong danh sách 100 nghệ sĩ vĩ đại nhất cùng của tạp chí này, và vị trí số 24 tại VH1.

## Thành viên
| Năm                                                    | Ban nhạc           | Ban nhạc           | Ban nhạc          | Ban nhạc       | Thu âm |
| Năm                                                    | Hát, guitar        | Nhiều nhạc cụ, hát | Guitar            | Định âm        | Thu âm |
| ------------------------------------------------------ | ------------------ | ------------------ | ----------------- | -------------- | --- |
| Tháng 4–11 năm 1965                                    | Lou Reed           | John Cale          | Sterling Morrison | Angus MacLise  | Mặt A của Peel Slowly and See (1995; minus MacLise) |
| Tháng 12 năm 1965 – tháng 9 năm 1968                   | Lou Reed           | John Cale          | Sterling Morrison | Maureen Tucker | The Velvet Underground & Nico (1967), White Light/White Heat (1968), 2 bài cho VU (1985), 3 bài cho Another View (1986), mặt B-C của Peel Slowly and See (1995) |
| Tháng 9 năm 1968 – tháng 8 năm 1970                    | Lou Reed           | Doug Yule          | Sterling Morrison | Maureen Tucker | The Velvet Underground (1969), Loaded (1970; minus Tucker), Live at Max's Kansas City (1972; minus Tucker), 1969: The Velvet Underground Live (1974), 8 bài cho VU (1985), 6 bài cho Another View (1986), mặt D-E của Peel Slowly and See (1995), Bootleg Series Volume 1: The Quine Tapes (2001) |
|                                                        | Hát, guitar        | Bass               | Guitar            | Trống          | |
| Tháng 11 năm 1970 – tháng 8 năm 1971                   | Doug Yule          | Walter Powers      | Sterling Morrison | Maureen Tucker | Demo cho 2 ca khúc "She'll Make You Cry" và "Friends" (không phát hành) |
|                                                        | Hát, guitar        | Bass               | Keyboard, hát     | Trống          | |
| Tháng 10 năm 1971 – tháng 12 năm 1971                  | Doug Yule          | Walter Powers      | Willie Alexander  | Maureen Tucker | Mặt A-B và một phần của mặt D của Final V.U. 1971-1973 (2001) |
|                                                        | Hát, nhiều nhạc cụ |                    |                   |                | |
| Tháng 1 năm 1972 – tháng 2 năm 1973                    | Doug Yule          | ---                | ---               | ---            | Squeeze (1973), mặt C-D của Final V.U. (2001) |
|                                                        | Hát, guitar        | Nhiều nhạc cụ, hát | Guitar            | Định âm        | |
| Tháng 6 năm 1990; Tháng 11 năm 1992 – tháng 7 năm 1993 | Lou Reed           | John Cale          | Sterling Morrison | Maureen Tucker | Live MCMXCIII (1993) |
| 1996                                                   | Lou Reed           | John Cale          |                   | Maureen Tucker | Lễ ghi danh tại Đại sảnh Danh vọng Rock and Roll |
| 2009                                                   | Lou Reed           |                    | Doug Yule         | Maureen Tucker | Phỏng vấn tại Thư viện Công cộng New York |

## Danh sách đĩa nhạc
- The Velvet Underground & Nico (1967)
- White Light/White Heat (1968)
- The Velvet Underground (1969)
- Loaded (1970)
- Squeeze (1973)